# Вознівці
Во́знівці — село в Україні, у Станіславчицькій сільській громаді Жмеринського району Вінницької області.

## Історія
Село Вознівці виникло на чумацькому шляху. Чумаки-подоляни, що їхали до Криму по сіль на своїх мажах (возах), зупинялися в ньому перепочити, відремонтувати воза або купити нового. З часом назвали село Вознівцями. За легендою, чумаки у Вознівцях викопали три криниці. Через небезпеку хвороб, зокрема чуми, у чумаків виробилась традиція просмолювати перед від'їздом нову полотняну сорочку дьогтем, а село, щоб захистити від пошестей, тричі оборювали трьома запряженими в плуги чорними волами.
Як зазначається у працях Євфимія Сіцинського, «село розташоване по досить великій лісовій балці, на відстані З верств від залізничної станції Ярошенка. Гігієнічні умови сприятливі для здоров'я. Ґрунт глинистий, чумацтво, яким займались жителі до спорудження залізниці, дало назву селу. Нині жителі виключно землероби. Парафіян нараховується: чоловіків 269 і жінок 266. До 1869 року існувала стара дерев'яна церква, трикупольна, час спорудження якої невідомий. Замість неї стараннями парафіян зведена нова, однокупольна, теж дерев'яна, посвячена на честь Покрови Святої Богородиці. Парафія до 1837 року була самостійною, з 1837 до 1893 року приписана до села Щучинець».
На фронтах Великої Вітчизняної війни загинуло 57 чоловіків із села Вознівці. 8 жовтня 1967 року відкрито пам'ятник загиблим односельцям. Уродженець Возновець А. М. Грабчак у роки війни командував партизанським з'єднанням. 2 травня 1945 року Андрію Михайловичу Грабчаку присвоєно звання Героя Радянського Союзу. В 1991 році з ініціативи та на кошти жителів села герою-партизану у селі відкрито пам'ятний барельєф.
У селі провів дитинство знаний український письменник Звірик Анатолій Петрович.